# Чуть
Чуть (Чутта, в среднем и верхнем течении также — Войвож) — река в России, протекает по Республике Коми. Устье реки находится в 35 км по левому берегу реки Ухты. Длина реки составляет 48 км.
В 1930—1950-х годах в устье Чути действовал засекреченный в СССР уникальный радиевый промысел — добыча из скважин воды с повышенным радиационным фоном с растворенными в ней солями радия, выпаривание соли и добыча чистого радия.

## Данные водного реестра
По данным государственного водного реестра России, относится к Двинско-Печорскому бассейновому округу, водохозяйственный участок реки — Печора от впадения реки Уса до водомерного поста Усть-Цильма, речной подбассейн реки — Печора ниже впадения Усы. Речной бассейн реки — Печора.
Код объекта в государственном водном реестре — 03050300112103000076677.

## Фотографии

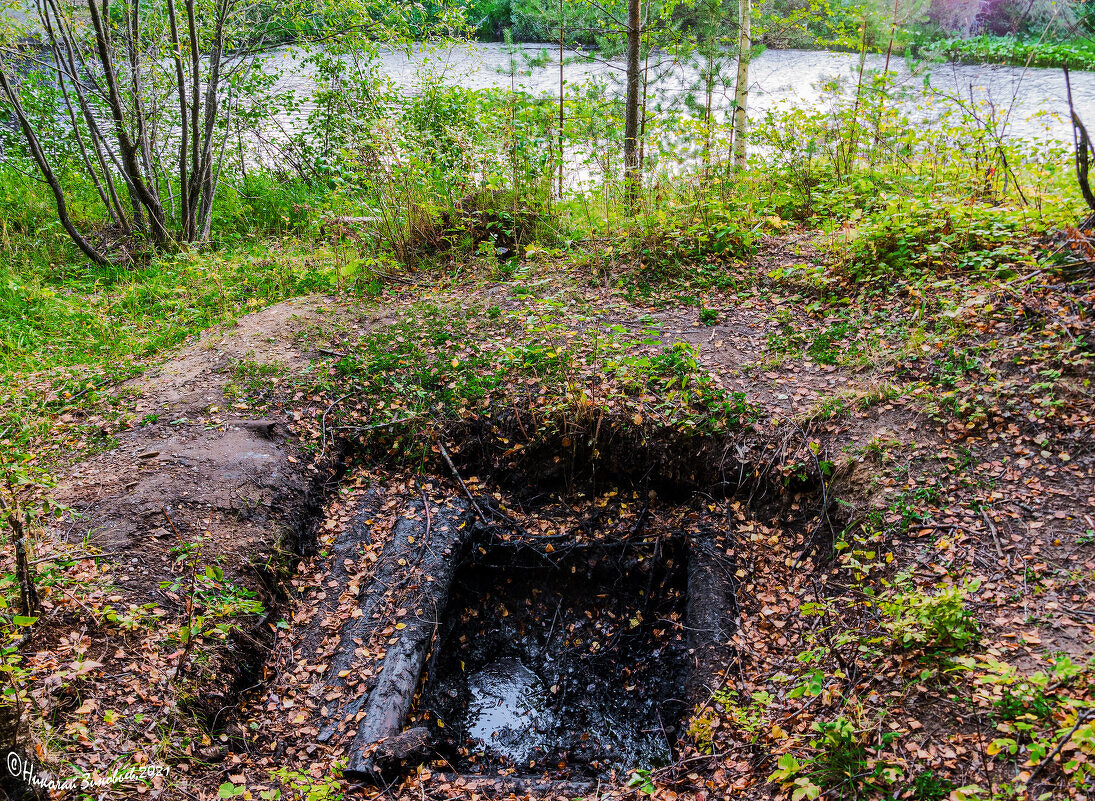
Природный выход нефти (Нижнечутинское нефтяное месторождение) на берегу реки Чути примерно в 20 м от моста автодороги Ухта — Сыктывкар
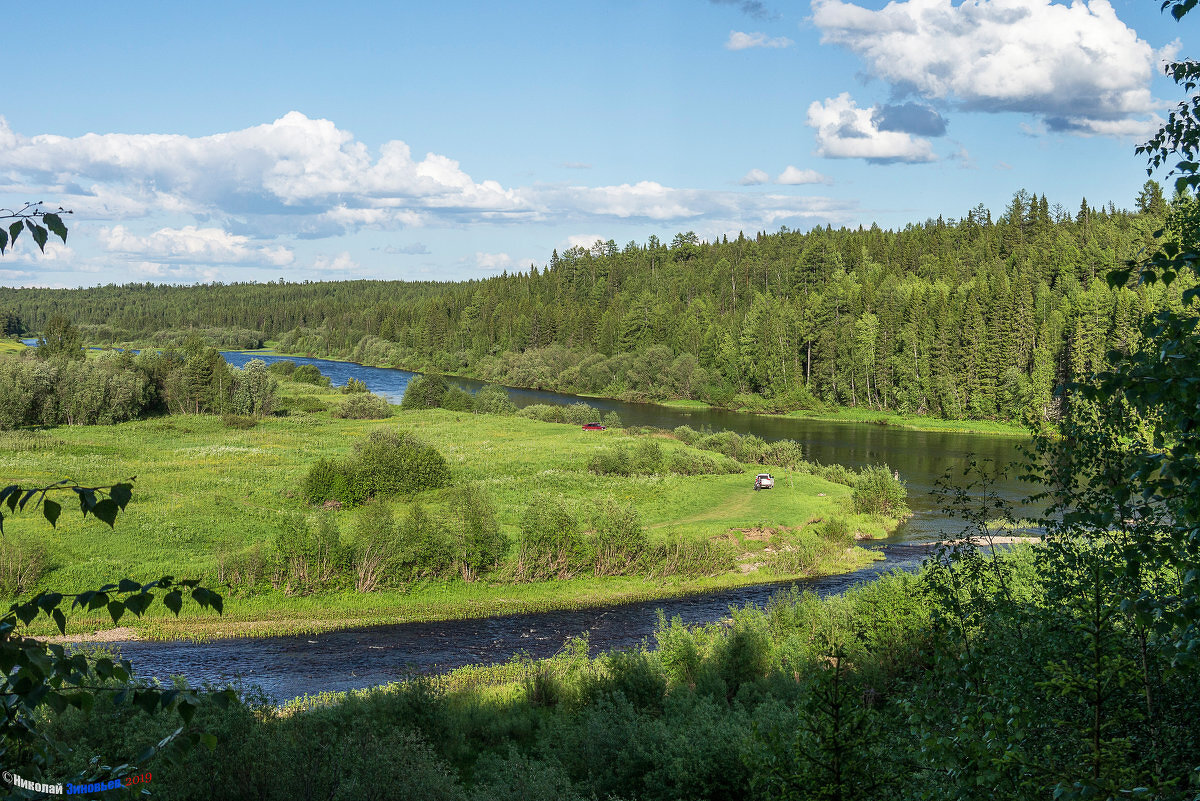
Устье реки Чути при впадении в реку Ухту.
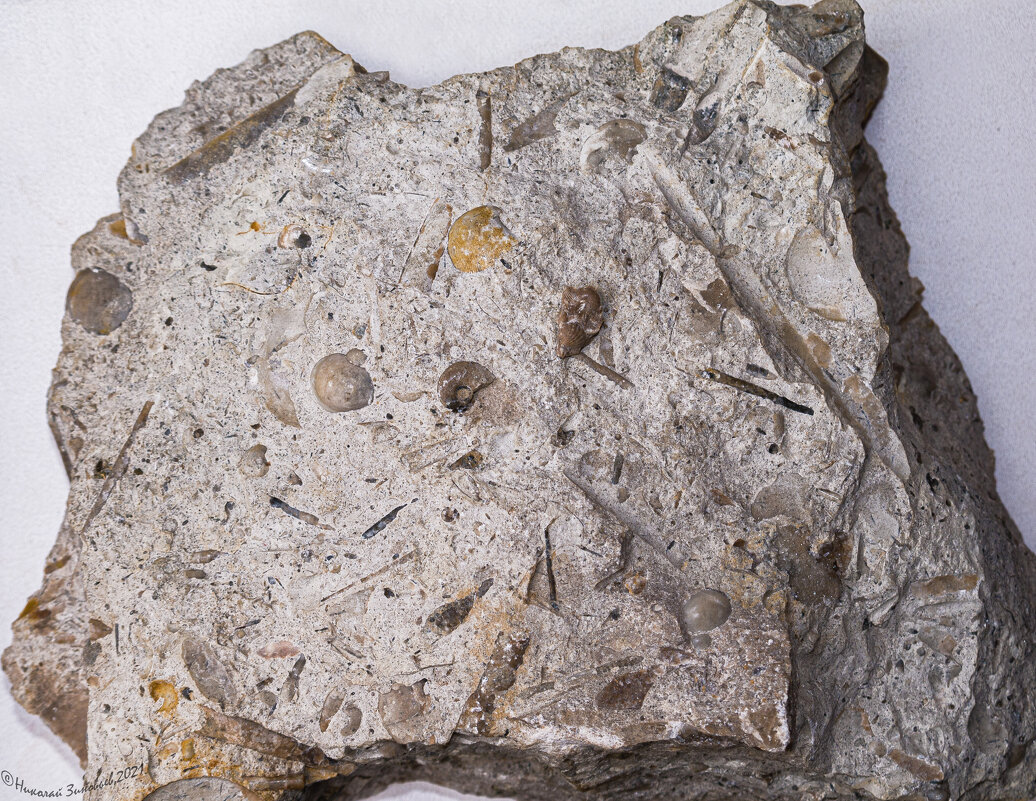
Фрагмент окаменелости, найденный в скальном берегу реки Чути со следами древней морской фауны девонского периода
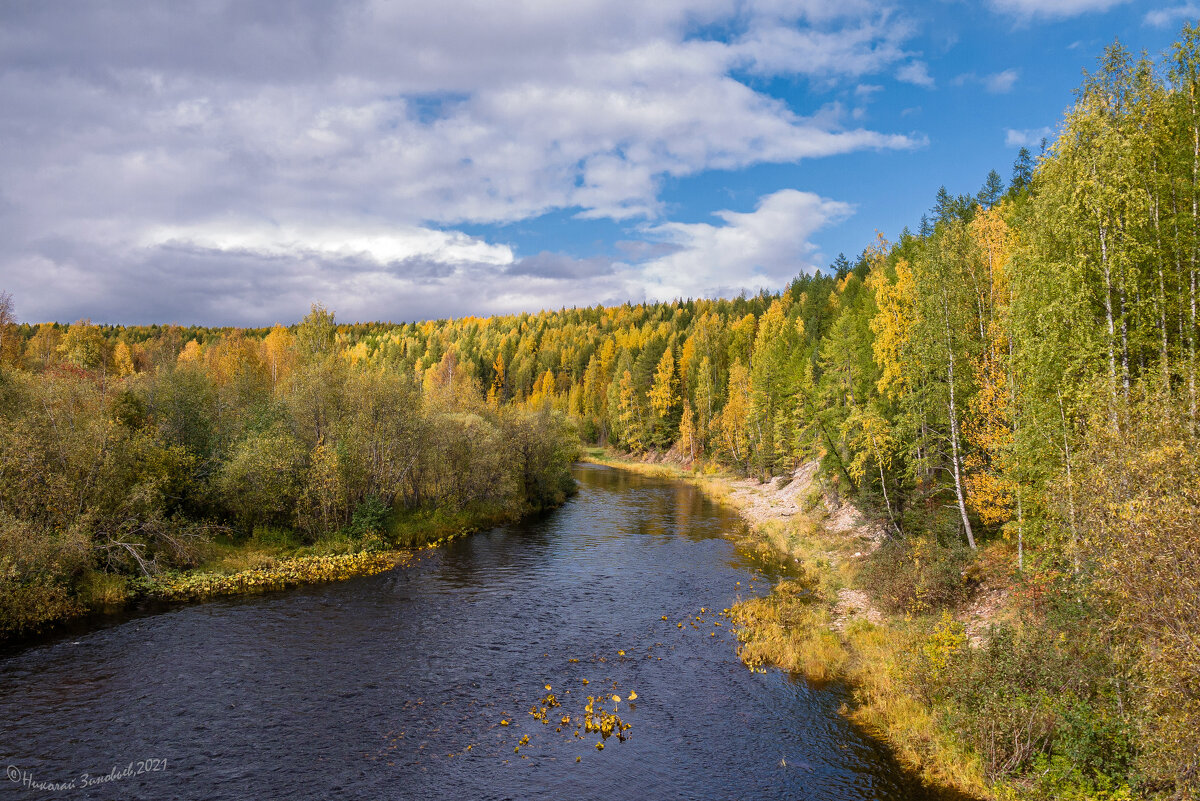
Вид на реку Чуть с моста автодороги Ухта — Сыктывкар. Выход скальной плитки с морскими окаменелостями девонского периода. Сентябрь 2021
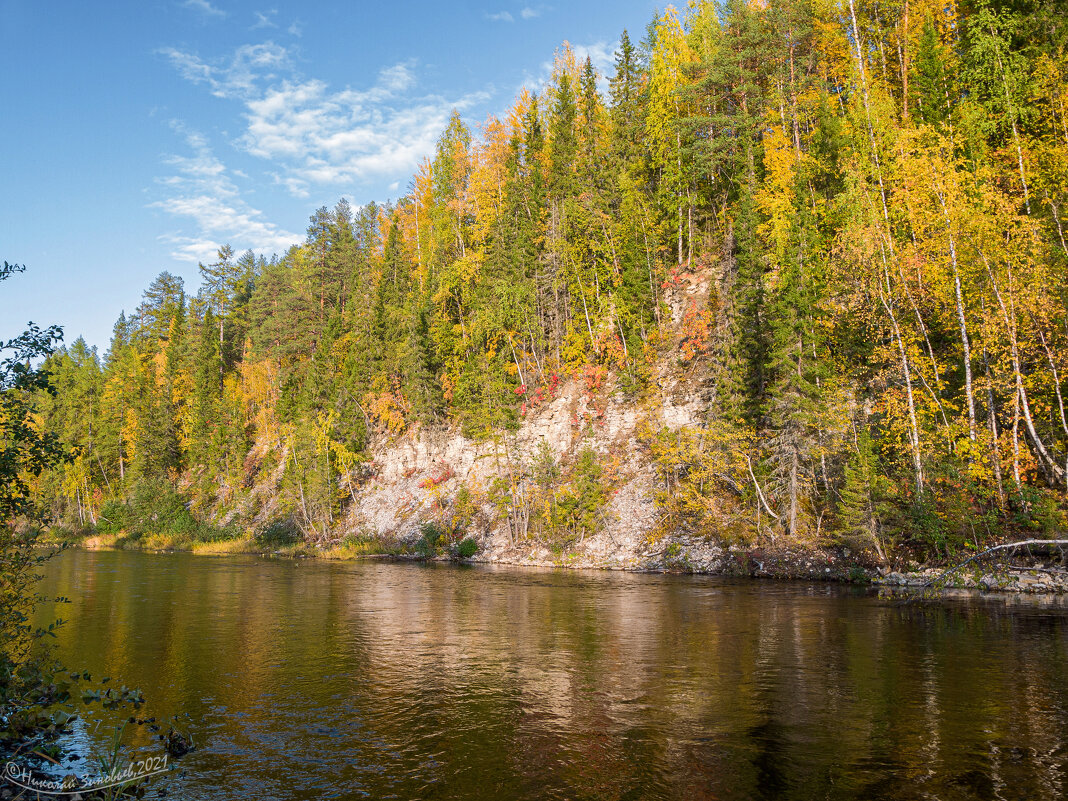
Выход скал на реке Чути недалеко от автодороги Ухта — Сыктывкар. Сентябрь 2021
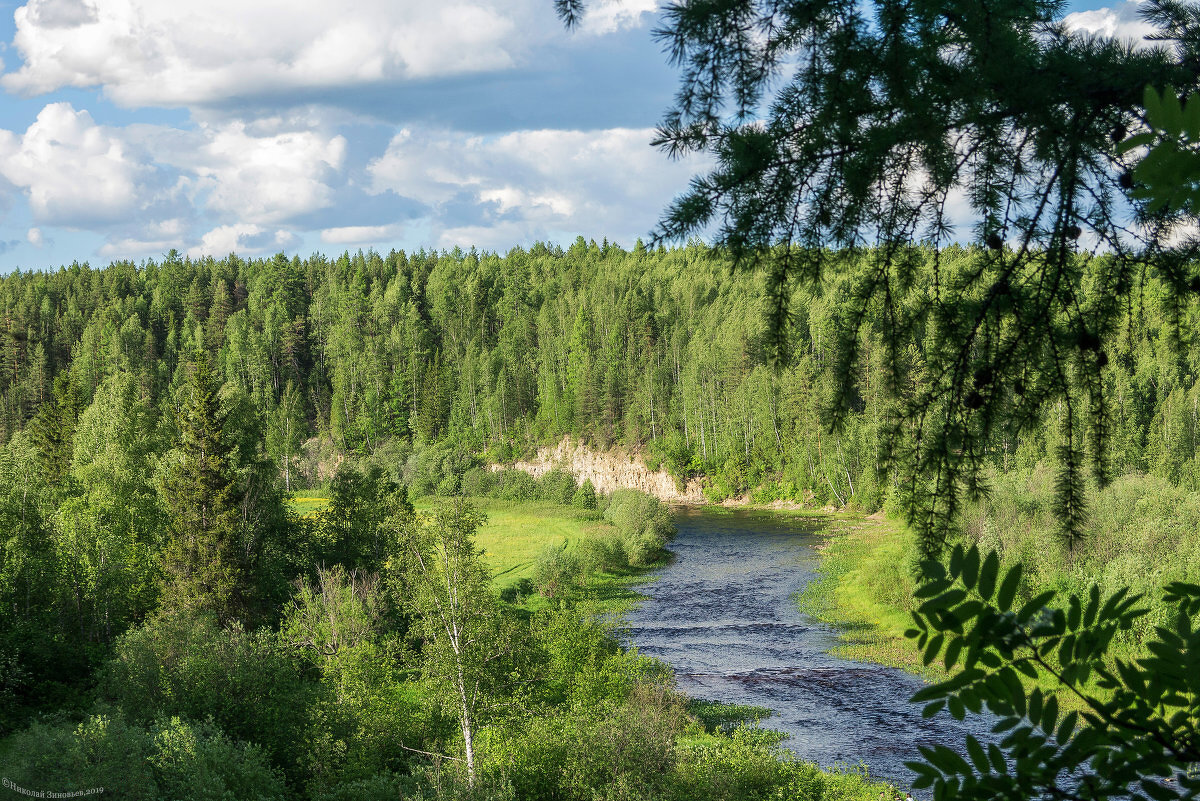
Вид на плиточные скалы и перекаты реки Чуть
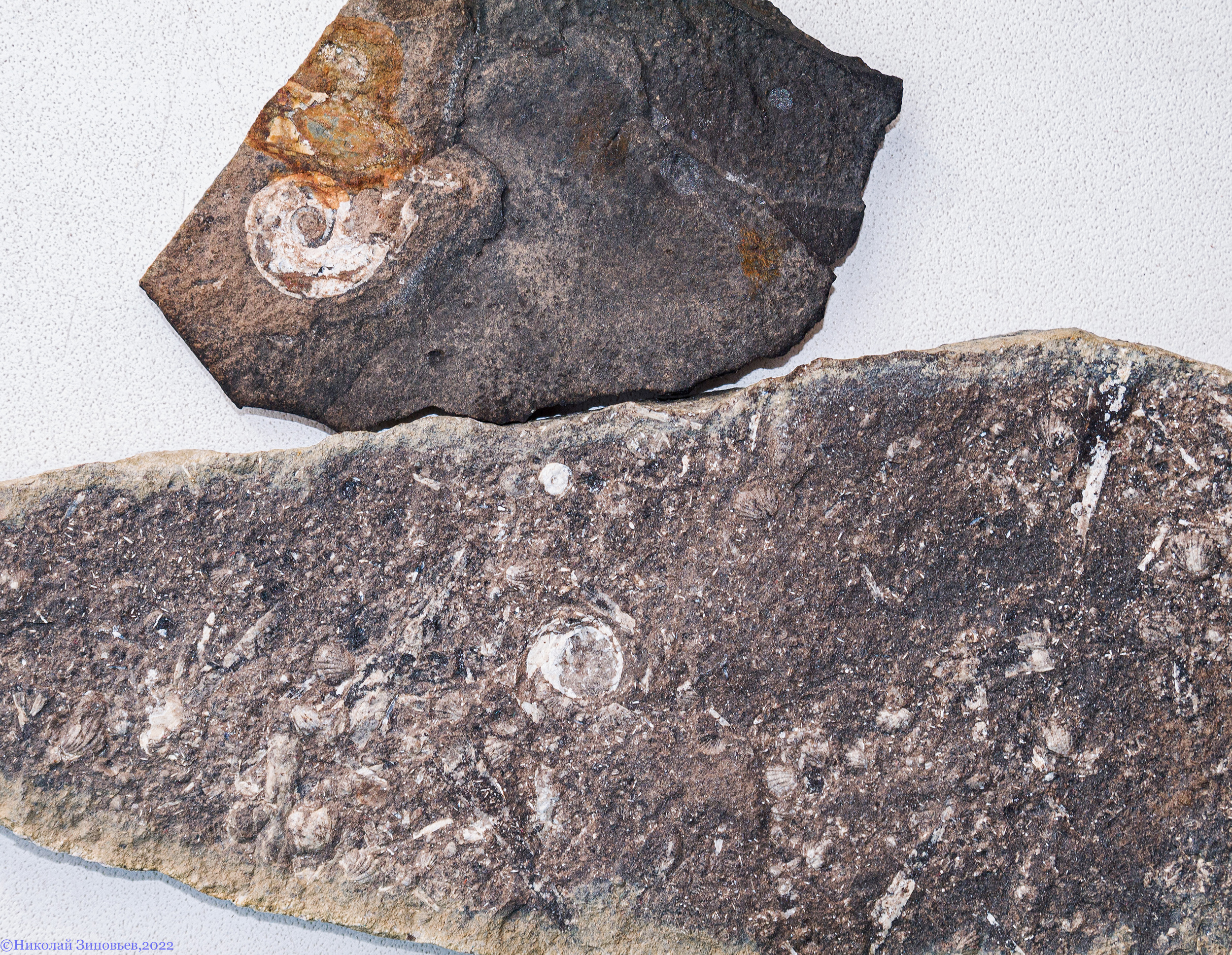
Горючий сланец со следами морской фауны из скального берега реки Чуть.